# Курило Валентина Антонівна
Валентина Антонівна Курило (нар. 11 жовтня 1946, село Шевченкове, тепер Бахмацького району Чернігівської області) — українська радянська діячка, робітниця Бахмацького птахокомбінату Чернігівської області. Депутат Верховної Ради СРСР 9-го скликання.

## Біографія
Народилася в селянській родині. Освіта середня. Закінчила Григорівську середню школу Бахмацького району Чернігівської області. Член ВЛКСМ.
У 1966—1968 роках — оператор районного вузла зв'язку; санітарка лікарні.
З 1968 року — робітниця Бахмацького птахокомбінату Бахмацького району Чернігівської області.
Потім — на пенсії в селі Гайворон Бахмацького району Чернігівської області.

## Нагороди
- орден «Знак Пошани»